# Tony Galbreath
Tony Galbreath (Fulton, 24 de janeiro de 1954) é um ex-jogador profissional de futebol americano estadunidense. Ele foi campeão da temporada de 1986 da National Football League jogando pelo New York Giants.